# Friedrich Kullrich
Albert August Wilhelm Friedrich Kullrich (* 30. Mai 1859 in Berlin; † 27. Juli 1934 in Dortmund) war ein deutscher Architekt, Stadtplaner und Baubeamter.

## Leben
Friedrich Kullrich war der älteste Sohn des Königlichen Hof- und Ersten Münzmedailleurs Friedrich Wilhelm Kullrich (* 18. Dezember 1821; † 2. September 1887) und seiner Ehefrau Anna Kullrich, geborene Schultz (* 17. August 1836; † 16. April 1927), einer Nichte des Unternehmers August Borsig. Sein Bruder Reinhard übernahm den Beruf des Vaters. Friedrich Kullrich besuchte die Vorschule, danach zunächst das Friedrich-Gymnasium, später das Friedrichwerdersche Gymnasium, wo er 1880 das Abitur ablegte. Anschließend begann er ein Architekturstudium an der Technischen Hochschule (Berlin-)Charlottenburg. Das Studium unterbrach er für den Militärdienst als Einjährig-Freiwilliger beim Kaiser Franz Garde-Grenadier-Regiment Nr. 2 in Berlin.
Am 18. März 1885 wurde er nach bestandenem 1. Staatsexamen zum preußischen Regierungsbauführer (Referendar) ernannt. Ab dem 1. April war er in dieser Funktion beim Neubau des Naturhistorischen Museums beschäftigt. Im ersten Jahr war er für die Inneneinrichtung zuständig, danach bis zum 1. Juli 1888 übernahm er die Leitung und Beaufsichtigung der Bauarbeiten. Kurz nach seiner 2. Staatsprüfung wurde er zum Regierungsbaumeister (Assessor) ernannt und erhielt eine Anstellung im technischen Büro der Abteilung für Bauwesen im preußischen Ministerium der öffentlichen Arbeiten in Berlin. Am 22. September heiratete er Alma von Bonin (* 21. Dezember 1859; † 24. Oktober 1892). Das Ehepaar hatte zwei Kinder: Hildegard (* 29. Juli 1890) und Erwin (22. November 1891; † 25. Februar 1892).
Zum 1. Mai 1889 wechselte er nach Bochum, wo ihm die Bauleitung über das Landgericht übertragen worden war. Nach dem Abschluss der Bauarbeiten wurde er zum 1. August 1892 als Stadtbauinspektor nach Dortmund berufen, um den Stadtbaurat Carl Marx zu unterstützen. Kurz darauf starb seine Frau im Alter von 32 Jahren. Kullrich heiratete zwei Jahre später, im Mai 1894 Edith Taplin (* 10. August 1867; † 17. Dezember 1944). Aus dieser Ehe gingen zwei Kinder hervor: Günther (* 29. Juni 1896; † 1915) und Helen (* 23. November 1905). Ein weiterer Sohn, Diether, starb am Tag seiner Geburt, dem 29. April 1895.
Am 2. Oktober 1899 wurde er für die Dauer von zwölf Jahren zum besoldeten Magistratsmitglied gewählt und übernahm damit die Position des Stadtbaurats von Carl Marx. Mit dem Ausbruch des Ersten Weltkriegs meldete er sich freiwillig zum Militär und wurde in Belgien, Masuren und Russland eingesetzt. In Russland war er ab 1915 Hauptmann der Landwehr, außerdem war er bautechnischer Sachverständiger im Stab des Festungsgouverneurs von Brest-Litowsk. Später wurde er Leiter der Industrieabteilung des Wirtschaftsausschusses beim Stab der Etappeninspektion Bug in Biala. Nach dem Ersten Weltkrieg kehrte er nach Dortmund zurück und führte seine Amtsgeschäfte fort. Im Januar 1923 wurde ein neues Besatzungsamt gegründet und unter Kullrichs Leitung gestellt. In dieser Funktion verlas er eine Protestrede während der Ruhrbesetzung und daraufhin gemeinsam mit dem Oberbürgermeister Ernst Eichhoff für zwei Monate in Geiselhaft genommen.
Ebenfalls 1923 scheiterte Kullrichs Wiederwahl zum Stadtbaurat. Er trat daraufhin in den Ruhestand. Am 27. Juli 1934 starb Friedrich Kullrich im Alter von 75 Jahren in Dortmund nach längerem Leiden.

## Leistungen
Friedrich Kullrich begann seine Stellung in Dortmund während der Industrialisierung der Stadt. In dieser Zeit durchlebte diese eine große Veränderung und ein starkes Wachstum, was sich auch in zahlreichen Neubauten widerspiegelte. Kullrichs Verwaltungstätigkeit als Hochbaudezernent, Dezernent des Stadtausschusses, der Baupolizei, der Museen, des Feuerlöschwesens, der Stadtbibliothek, der Badeanstalten, des Stadttheaters und des Orchesters, erforderte zahlreiche Neuerungen. Unter anderem geht die Gründung einer Berufsfeuerwehr in Dortmund auf ihn zurück. Daneben entwarf Kullrich auch eine Vielzahl von Gebäuden, die genaue Zuordnung ist heute allerdings schwierig, da während des Zweiten Weltkriegs zahlreiche Unterlagen verloren gingen.

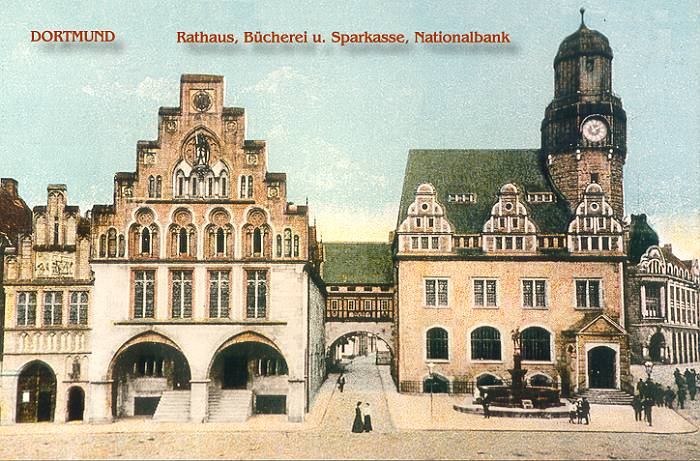
Rathaus, Sparkassen- und Bibliotheksgebäude auf einer Postkarte um 1920

Als eines der ersten Gebäude Kullrichs in Dortmund gilt der 1895 fertiggestellte Neubau der Königlichen Maschinenbauschule Dortmund in der Sonnenstraße, 1897 folgte das Städtische Elektrizitätswerk, ein Jahr später das Feuerwehrhaus in der Silberstraße. Ein besonderes Verdienst war die Wiederherstellung des Alten Rathauses 1899, für das sich Kullrich lange eingesetzt hatte. Er ersetzte dabei den barocken Giebel durch einen neugotischen Stufengiebel. Diese freie Interpretation des mittelalterlichen Baus wurde im Nachhinein scharf kritisiert und war vermutlich ein Grund, warum das Gebäude nach dem Zweiten Weltkrieg nicht wieder aufgebaut wurde. Im selben Jahr wurden auch die Neubauten des Stadthauses und des Hafenamts fertiggestellt, beide nach Kullrichs Plänen. In dieser Phase seines Schaffens erkennt man in Kullrichs Bauten klare Züge des Historismus, das Stadthaus ist im Stil der Neorenaissance errichtet und zitiert das historische Alte Rathaus, das Hafenamt orientiert sich an der holländischen Bauform des 17. und 18. Jahrhunderts. Ein weiterer Bau Kullrichs war das Sparkassen- und Bibliotheksgebäude von 1906, ebenfalls am Alten Markt neben dem Alten Rathaus gelegen. Auch dieses Gebäude orientierte sich im Stil an der westfälischen Renaissance und fügte sich damit harmonisch in das Ensemble am Platz ein. In einem Vortrag 1908 lobte er aber die praktischen Vorteile des Eisenbetons im Hochbau und forderte „nach einem eigenen Ausdruck für die Kräfte, die in [dem Eisenbeton] walten, zu ringen“ (Friedrich Kullrich). Vier Jahre später folgte der Bau der Handwerker- und Kunstgewerbeschule, bei der, so Kullrich, er „der neuzeitlichen Forderung, materialgerecht und konstruktionsgemäß zu bauen, in weitestem Umfange Rechnung getragen“ (Friedrich Kullrich) habe. Auch den Bau des neuen Stadtsparkassengebäudes lobte er für das „besinnliche Zurückgreifen auf die einfachsten Beziehungen zwischen Stützen und Balken“ (Friedrich Kullrich).
Neben der Tätigkeit als Architekt und Stadtplaner setzte sich Kullrich auch für den Denkmalschutz ein. Allerdings interpretierte er diesen Schutz sehr frei und nicht im heutigen Sinne. Zu seinen Leistungen zählen hier die Translozierung des Dortmunder Freistuhls und die Erhaltung der Burgruine Volmarstein.
Kullrich wurde für seine Arbeit vielfach ausgezeichnet. So erhielt er am 11. August 1899 während der Hafeneinweihung die silberne Denkmünze der Stadt Dortmund, am 19. April 1910 den Kronenorden 1. Klasse. Bei seinem Eintritt in den Ruhestand 1923 wurde ihm die silberne Ehrenplakette der Stadt Dortmund verliehen und eine Straße nach ihm benannt. Die Charakterisierung als Geheimer Baurat wurde jedoch 1917 durch die Bezirksregierung Arnsberg verweigert.

## Schriften
- Bau- und Kunstgeschichtliches aus Dortmunds Vergangenheit. Vortrag gehalten im Gewerbe-Verein. Verlag der Köppen’schen Buchhandlung, Dortmund 1896, urn:nbn:de:hbz:6:1-72748.
- Denkschrift über die Ausschmückung und Ausstattung des wiederhergestellten Rathhauses zu Dortmund. Dortmund 1899, urn:nbn:de:hbz:6:1-59545.